# Antoine Bauzonnet
 (juillet 2021).
Si vous disposez d'ouvrages ou d'articles de référence ou si vous connaissez des sites web de qualité traitant du thème abordé ici, merci de compléter l'article en donnant les références utiles à sa vérifiabilité et en les liant à la section « Notes et références ».
Laurent-Antoine Bauzonnet est un relieur français né le 14 septembre 1795 à Dole (Jura) et mort le 28 décembre 1882 à Paris (6e arrondissement).

## Biographie
Ouvrier chez Purgold à 25 ans, à partir de 1820, après une dizaine d'années de formation dans le Jura. Il fut aussi ouvrier dans l'atelier de Simier de 1822 à 1825.
Il reprit l'atelier de Purgold puis s'associa à Trautz, le gendre de Purgold.